# Bezzia chelistyla
Bezzia chelistyla är en tvåvingeart som beskrevs av Wirth och Eileen D. Grogan 1983. Bezzia chelistyla ingår i släktet Bezzia och familjen svidknott.
Artens utbredningsområde är Arizona. Inga underarter finns listade i Catalogue of Life.